# Gordionus linourgos
Gordionus linourgos är en tagelmaskart som beskrevs av Villalobos, Ribera och Downie 1999. Gordionus linourgos ingår i släktet Gordionus och familjen Chordodidae. Inga underarter finns listade i Catalogue of Life.